# Zelena stranka (Hrvatska)
Zelena stranka (ZS) osnovana je 26. ožujka 2001. g. u Rijeci a do 2007. godine stranka je djelovala pod nazivom Stranka nove alternative - pokret zelenih.
ZS je politička stranka aktivna na području Republike Hrvatske, koja djeluje na principima zelenih politika. Pod ovim se podrazumijeva održivi razvoj u koegzistenciji sa što kvalitetnijim životom. 
ZS smatra da su ljudi važniji od politike, ljudi koji govore o konkretnim problemima, i vjeruje da će ih građani prepoznati kao one koji su proteklih godina govorili o problemima azila za napuštene životinje, INA-i rafineriji nafte, Družbi Adrija – te su prva politička opcija, uz ekološke udruge, koja je progovorila o tim problemima.
Na lokalnim izborima održanim 2009. godine stranka je nastupila na izborima u gradovima Rijeci i Vrbovskom, općini Kostrena i Primorsko-goranskoj županiji. 
Na izborima za Županijsku skupštinu stranka je nastupila u koaliciji stranaka lijevog centra predvođenoj SDP-om, te je ostvarila 1 mandat u Županijskoj skupštini, u kojoj djeluje kroz klub vijećnika HSLS-ARS-ZS. 
U gradu Rijeci, na prvim neposrednim izborima za gradonačelnika 2009., Zelena stranka je istaknula kandidaturu Aljoše Babića koji je kao kandidat stranke zauzeo 6 mjesto. 
ZS kvalitetno djeluje u Primorsko-goranskoj županiji, te je podnijela i prijedlog uključenja ove županije u Mrežu GMO free regija. 
Na državnom nivou stranka iznosi prijedlog izborne platforme "Zeleni zajedno" 2011. koja bi trebala okupiti sve stranke zelenog predznaka na parlamentarnim izborima 2011. Godine. 
Unutarnje ustrojstvo: Skupština; Glavni odbor; Predsjedništvo; Predsjednik - Babić Aljoša; Potpredsjednici - Sokolić Mile i Campanello Tihomir; Tajnik - Popadić Milan; Nadzorni odbor
Teritorijalno ustrojstvo: Podružnice (Crikvenica, Vrbovsko, Karlovac).
info: 51000 Rijeka, Franca Prešerna 1